# ルイス・ポサダ・カリレス

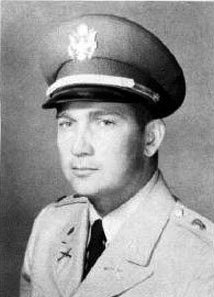
ルイス・ポサダ・カリレス（1962年）

ルイス・クレメンテ・ファウスティーノ・ポサダ・カリレス（Luis Clemente Faustino Posada Carriles、亡命キューバ人からはバンビ とも、1928年2月15日 - 2018年5月23日）はキューバ系ベネズエラ人反共テロリストで、元中央情報局（CIA）の工作員。

## 概要
73名が死亡した1976年のクバーナ航空455便爆破事件 や1997年のハバナ連続爆破事件 のほか、ピッグス湾事件やイラン・コントラ事件などアメリカ州で起こったテロ事件・計画に関与したとして、パナマでは欠席裁判により有罪判決を受けている。
2000年に同国で発生したフィデル・カストロ暗殺未遂事件関連の罪で収監されていたが、2004年に恩赦を受け釈放。なお、本人はクバーナ航空455便爆破事件やカストロ暗殺未遂事件について、一貫して容疑を否認している。2005年、密入国の容疑でアメリカ合衆国連邦政府によりテキサス州で拘留されたが、2007年5月8日に釈放された。以来アメリカ政府はポサダのキューバ、ベネズエラ両国への身柄引き渡しを拒んでおり、両国政府から憤激を買った。なお、ポサダの身柄引き渡しについては、両国のみならず、反テロ国際会議 やノーベル文学賞受賞者のナディン・ゴーディマー らも支持。また、アメリカ司法省も「ポサダがテロの首謀者であるのは明白」として、裁判所に対し拘留を求めている。
2008年9月9日、アメリカ合衆国控訴裁判所は告発を却下した地方裁判所の判決を破棄、地方裁判所にポサダを再拘留した。翌年4月8日には連邦地方検事が告発を提起。2010年2月26日まで公判を行う予定であったが、同月22日、少なくとも3か月間は延長すると表明。公判は結局2011年4月8日に結審し、無罪判決が言い渡された。このように、アメリカ国内では一度も、各種破壊活動により有罪判決を受けたことが無いばかりか、現住地のマイアミでは「強硬路線を取る反カストロ主義の亡命者コミュニティにおける英雄的人物」として評価が高い。しかしながらアメリカ国家安全保障アーカイブのピーター・コーンブルーは、ポサダを「近年において最も危険なテロリストの一人」であり、「亡命キューバ人のゴッドファーザー」と評している。

## 前半生（1928年 - 1968年）
キューバのシエンフエーゴス生まれ。ハバナ大学で薬学と化学を学んだ後、ファイアストン社でスーパーバイザーを務めた。学生時代にはカストロと懇意の仲であったものの、1959年のキューバ革命を機に新政権と対決姿勢を強めてゆく。軍事刑務所に一時期収監された後メキシコへ亡命。1961年までには、侵攻が失敗に終わったピッグス湾事件で支援を受けた、アメリカへ居を移す。所属していた艦隊は実戦に参加したことが無かったものの、当時同じ部隊に籍を置き、後にキューバ系アメリカ人財団（CANF）総裁に就くホルヘ・マス・カノサらと度々接触し、終生にわたる交友関係を築いた。ピッグス湾侵攻失敗の後、1963年3月から翌年3月までの間、フォート・ベニング陸軍基地でCIAにより破壊活動の訓練を受ける。マイアミではCIAと密に行動を共にし、CIAのフォーティー作戦にも参加。後に自らの任務を「第一級工作員」のものと表現し、CIAへ亡命者コミュニティ内の政治運動について報告したほか、反カストロ活動に手を出している。
その他フロリダでは、キューバへの潜入を目的とする団体「キューバ革命臨時政府」（Junta Revolucionaria Cubana、JURE）メンバーの訓練にも当たった。CIAの文書によると、1965年のグアテマラ政府転覆未遂事件に関与したという。また、同年にはホルヘ・マス・カノサと共謀し、爆破計画に関わったとCIAは報告している。1968年、「ギャング構成員との交際が問題視されるとCIAとの関係が悪化。ベネズエラへ転居し、手榴弾や信管をはじめ、CIAから提供された様々な武器を持ち込んでいる。同国に帰化すると、仲間の亡命キューバ人やテロリストのオルランド・ボッシュとも交流を結んだ。

## ベネズエラ（1968年 - 1985年）
情報機関DISIPにて複数の作戦を指揮 するものの、ベネズエラ政府と度々衝突した末、1974年までには解雇。解雇に先立って、CIAはコカイン密売]や、当時キューバとの関係修復に努めていたヘンリー・キッシンジャー暗殺計画にポサダが関わったのではないかとしている（ポサダとは1976年2月13日、公式に関係を断絶）。CIAによる幾多の謀略の恐れを契機に開かれた、1975年のチャーチ委員会公聴会はCIAへ大きな衝撃を与え、ポサダとの関係も「評判が良くない」とされた。この間、ポサダはカラカスに私立探偵事務所を設立。また、オルランド・ボッシュやフリエルモ・ノヴォ・サンポル、ハスパル・シーメンス・エスコベドと共に、反カストロ主義テロ組織も立ち上げる。

### クバーナ航空455便爆破事件

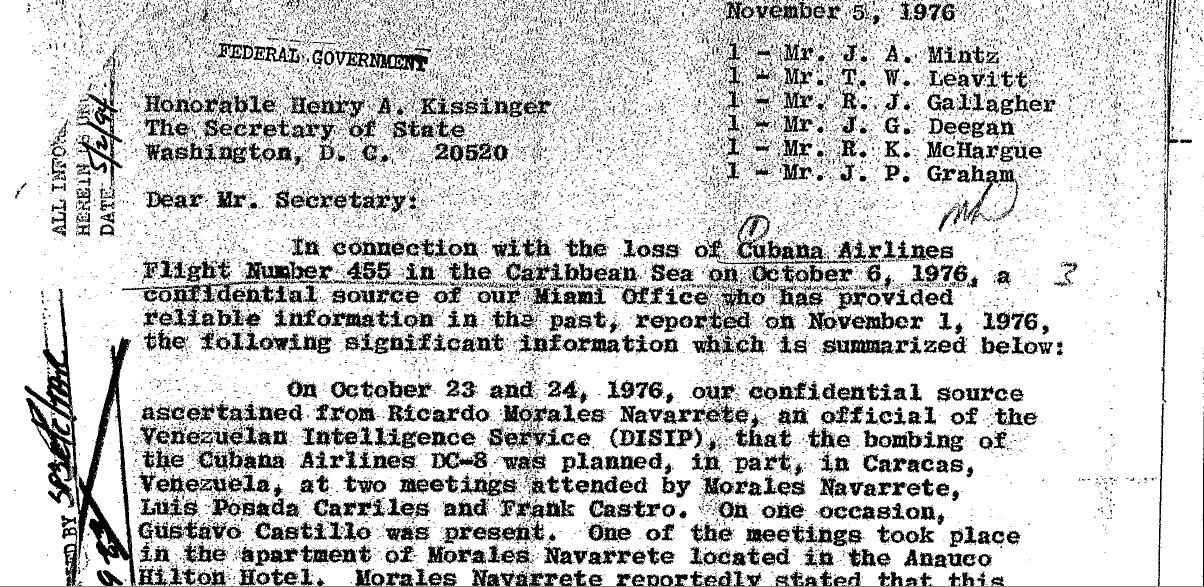
「我々の信頼しうる情報源によると、クバーナ航空DC-8型機爆破は、ルイス・ポサダ・カリレスらが出席した、ベネズエラ・カラカスでの2度の会合で計画の一部が練られたと（中略）確認する」と書かれてある、FBIの機密解除文書

クバーナ航空455便は、バルバドス発トリニダード経由キューバ行きであった。1976年10月6日、ダグラス DC-8型機に仕掛けられたダイナマイトまたはC-4とみられる2個の時限爆弾が爆発。中米カリブ選手権で金メダルを獲得したばかりのフェンシングのキューバ選手団24名を含む、73名の乗客と乗組員5名全員が死亡した。キューバやベネズエラ、アメリカから派遣された調査員は、ベネズエラ人2名（フレディ・ルーゴ、エルナン・リカルド・ロザノ）を実行犯と特定。両者はベネズエラの私立探偵事務所でポサダに雇われており、その後犯行に及んだ。2人の自白から1週間後、事件を計画した容疑でルイス・ポサダとオルランド・ボッシュを逮捕、ベネズエラで収監された。機密解除されたFBIとCIAの報告書によると、両局が事件発生の数日以内にポサダの関与を疑っていたという。また、マイアミ市民数名とボッシュが事件直前にドミニカ共和国で落ち合い、キューバへのテロを実行する旨の声明文を出したことも発覚している。1976年10月13日付のCIA機密解除文書には、当時カラカスにいたポサダが、事件の数日前に「我々はキューバの定期旅客機を攻撃する。（中略）オルランドが詳細を握っている」と話した事実を引用。
なお、ポサダは事件への関与を否定しており、「唯一の目的はキューバの自由のために闘うことであった」と主張している。軍事法廷により無罪を勝ち取ったものの、この判決は民事法廷で覆され、裁判に掛けられることとなった。1977年、フレディ・ルーゴと共に脱獄し、チリ当局に自首。即座に身柄が引き渡され、1985年に再び脱獄するまでの8年間にわたり有罪判決を受けることは無かった。脱獄には巨額の賄賂と「ラモン・メディナ」という偽名を用いたと言われている。ポサダによると、脱獄は当時ロナルド・レーガン政権とも近しい関係にあった、CANF総裁を務めていたホルヘ・マス・カノサが計画し、資金提供を行ったという。マスは当時、エルサルバドルでホワイトハウスが実行していた作戦（エルサルバドル内戦）に参加、ポサダに同地への移住を手助けしている。

## コントラと中米（1985年 - 2005年）
1967年のチェ・ゲバラ逮捕を監督していたCIA工作員フェリックス・ロドリゲスの補佐官に就任。2人は、ニカラグアの革新勢力であるサンディニスタ民族解放戦線に敵対するレーガン政権が資金提供していた、民兵のコントラに対する軍事的支援を担当した。ポサダへはリチャード・セコード陸軍少将から、毎月3,000ドルと諸手当が支払われた。その後、イラン・コントラ事件の調査により、アメリカの同地における作戦が発覚。フェリックス・ロドリゲスらポサダの関係者も証言を行うこととなる。この間、ポサダはエルサルバドルにおり、亡命キューバ人のグループと接触を重ねていた。1990年2月、グアテマラ市内で何者かにより銃撃を受ける。自身の回想では、治療費はCANFが出したという。ホンジュラスで療養を続けるが、FBIはポサダが同国で41件もの爆破事件に関わったと見ており、ポサダ自身もキューバに対する無数の襲撃事件を計画、同国の軍隊から支援を仰いでいた（結局は失敗）。

### ハバナ連続爆破事件
1997年、キューバで発展を続ける観光産業に止めを刺すべく、一連の爆破テロ事件に関与（ハバナ連続爆破事件）。イタリア系カナダ人のファビオ・ディ・チェルモが死亡、11名が負傷した。ポサダは翌年に行われたインタビューで、チェルモの死に対し「そのイタリア人は運が悪かっただけだ」と言い放った。また、ニューヨーク・タイムズのインタビューでは、「誰かが死んだのは悲しいが、我々は（テロ行為を）止めない」と発言している。なお、アメリカの報道機関が連続爆破事件を中々報じない姿勢に業を煮やし、「宣伝してくれなければ、仕事が無駄になるじゃないか」との放言も報じられた（当該発言は後に撤回）。
1998年、ニューヨーク・タイムズはアメリカ政府がポサダの破壊活動への支援を打ち切った後でさえ、法執行を怠るなど寛容な態度により恩恵を受けていた可能性を示唆。また、同紙は爆弾がハバナ市内のホテルやレストランに仕掛けられた際、ポサダのビジネスパートナーであるキューバ系アメリカ人が、グアテマラやアメリカへその事実を知らせようとしたと報じている。2007年5月3日、FBI捜査員が爆破事件調査の一環として前年にキューバを訪れたことが暴露された。FBIの新文書では、靴やシャンプーの瓶に爆薬を忍ばせるなど、新たなテロの詳細が次々と明るみにもなった。

### パナマ ‐ 逮捕、有罪判決そして釈放（2000年 ‐ 2004年）

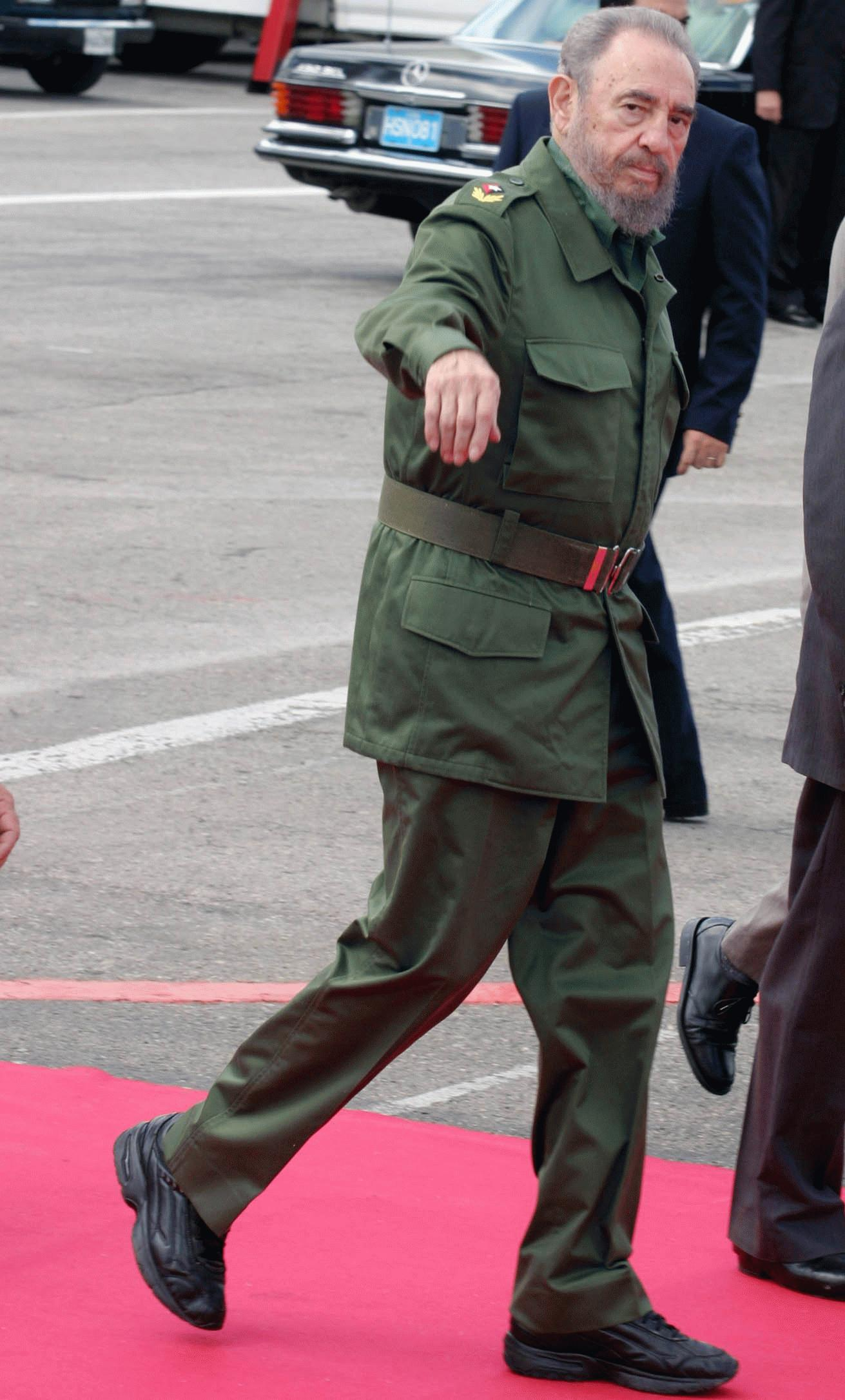
2000年に暗殺未遂事件の標的となったフィデル・カストロ

2000年11月17日、パナマ市内で200ポンドの爆薬を所持している所を見つかり、1959年以来初めて同国を訪れていた、フィデル・カストロの暗殺未遂の容疑で逮捕。その際、マイアミのCANFに勤務していたハスパル・シメネスやペドロ・レモン・ロドリゲス、そしてカルロス・ムニス・バレラの3名の亡命キューバ人も逮捕された。カストロは、国際放送で計画の全貌を公表、ポサダを「良心の呵責が全く無い卑怯者」と評した。また、陰謀を画策したと伝えられるCANFも非難。その直後、ハバナ連続爆破事件で犠牲となったイタリア人の父親である、ジュスティノ・ディ・チェルモがキューバのテレビ番組に出演し、パナマ政府に対しポサダをキューバへ身柄を引き渡すよう主張した。ポサダは結局暗殺未遂容疑によりパナマで有罪判決を受け、投獄されることとなる。
2004年8月、ポサダのほか3名の受刑者が、退任するミレヤ・モスコソパナマ大統領により恩赦を受ける。アメリカのブッシュ政権と近しい関係にあったモスコソは、ポサダらを釈放するようアメリカ政府から圧力を受けたことを否定しており、アメリカ政府も関与を否定する声明を出した。
モスコソの決定はマルティン・トリホス次期大統領から厳しい批判を受け、恩赦はやはり政治的な動機によるものではないかとする憶測が広まった。キューバ問題評論家のジュリア・E・スウェイグは「政治的外交的縁故主義の影が見え隠れする」と論評。また、パナマとフロリダの亡命キューバ系アメリカ人のコミュニティ間に横たわる事業的人的関係を持ち出し、ジェブ・ブッシュフロリダ州知事が釈放に一役買った可能性を仄めかしている。なお、恩赦決定が報じられた直後、ベネズエラとキューバはパナマと国交を断絶した。

## アメリカ（2005年 - 2018年）
2005年に弁護士を通じてアメリカへ亡命を申請し、同年5月3日、ベネズエラ最高裁判所は国外追放処分を下した。
2005年5月17日、マイアミヘラルドは南フロリダでポサダにインタビューを行い、国土安全保障省により拘留されていること、逮捕の際亡命を撤回し、密かに国外へ逃れようとしていたことを報じた。逮捕と時を同じくして、ハバナでも反ポサダ派による大規模な抗議活動が行われ、主催者によると数十万人のキューバ人がこれに参加したという。同年9月28日、アメリカ出入国管理事務所はポサダの身柄引き渡し拒否を決定。ベネズエラ政府はこの決定に激怒、アメリカの「所謂『テロとの戦い』における二重基準」を強く非難した。アメリカ政府も国外追放処分を検討したが、少なくとも友好関係のある七カ国は受け入れを拒否している。
一方、キューバ及びベネズエラは爆弾テロ防止国際会議や安全航行に対する不法行為防止国際会議への引き渡しを模索中。なお、1971年の安全航行に対する不法行為防止国際会議により、アメリカはポサダの引き渡しを拒む場合、テロ関連法違反で起訴しなければならない。このように、所謂「テロとの戦い」を背景として、ブッシュ・ドクトリンに則りアメリカ政府を厳しく批判する向きがある。例えば、2001年9月の国連安保理決議1373を含む国際法は、「テロリストにいかなる安住の地をも与えてはならない」と言明。また、2005年にスペイン西部のサラマンカで開催された第15回イベロアメリカ首脳会議の最終宣言でも、「73名の無実の市民が死亡した、1976年の航空機爆破テロ事件の容疑者を引き渡すか起訴すべし」と要求している。その他、ウゴ・チャベスベネズエラ大統領が2006年9月20日に国連総会で行った演説において、アメリカの「帝国主義」や「偽善」を指摘した上で、ポサダを「この大陸で最大のテロリスト」と名指しで批判。「CIAや政府関係者のおかげで逃亡を許され、政府に守られながらこの国に暮らしている」と発言した。
国連安保理会期中、アメリカはベネズエラ、キューバ両国代表により、ポサダが関わった諸々の事件の証拠についてコメントを求められたが、 当時のウィルソンアメリカ代表は「罪を犯したということが十分に立証されなければ、何人も告発されなければ身柄も引き渡されることは無い」と述べるに留まった。また、「身柄が引き渡されれば拷問を受ける可能性がある」としてベネズエラ、キューバ両国への送還も拒絶した。ベネズエラ代表はウィルソンの主張を否定、そのような事はしていない例としてアブグレイブやグアンタナモにおけるアメリカ自身の記録を挙げた。
ニューオーリンズ地方裁判所は2007年4月19日、司法省が密入国の件での釈放を拒むよう要求したにもかかわらず、これを却下し釈放。政府関係者の庇護を受けマイアミへ移動し、現地のキューバ人コミュニティから愛国者として歓迎を受ける。ただし、弁護士や医師との面会時にのみ外出することを条件として、公判までマイアミの妻のアパートに軟禁されることになった。同年5月8日、カスリーン・カードン地方判事は密入国に係る7件の訴えを却下。カードンが下した38ページにわたる判決文によると、「告発の元となった移民当局による取り調べに際し、アメリカ政府が不正を行った」という。カードンの判決は2008年半ばに控訴裁判所が棄却し、密入国違反で公判を行うべきとの判決を下した。2009年には連邦大陪審がハバナ連続爆破事件で起訴を提起。また、同年4月9日付のマイアミヘラルド紙は、次のように伝えている。
エルパソ大陪審は、ポサダ容疑者（81）をハバナ連続爆破事件の計画・実行ではなく、同事件の法廷において嘘の証言を行った廉で起訴した。入国審査の際の取り調べで虚偽報告したという告発以外にも、偽証罪がこれに加わった。「国際テロ」に対してアメリカが調査を行う上で、もう一つ新たな障害が生まれたことになる。

### 2010年のテキサス州での公判
1997年に発生したハバナ連続爆破事件への関与について、連邦当局に虚偽報告した廉で告発され、テキサス州で公判が開始。公判はポサダがアメリカ国内に密入国し、亡命を申請した後に始まったが、ハバナ連続爆破事件や航空機爆破事件そのもの、あるいは密入国の際係官に虚偽報告した件については罪を問われなかった。同年2月28日に筆頭弁護士が作成した文書には、公判の過程で漏れる恐れのある情報が克明に記されている。
アルトゥロ・エルナンデス弁護士は文書の中で、「ベネズエラや中米での反共活動には一貫して、カストロ政権転覆に始まる被告とCIAとの浅からぬ関係が認められる」と説明。アメリカ政府がハバナ連続爆破事件で被告と共謀していること、法廷から「キューバでの破壊活動に（アメリカ政府が）関与、共謀していること」を示す情報を全て機密解除するよう求められていることを明らかにした。また、「アメリカ政府や関連機関を慮って、ポサダの活動との関係や詳細を非公開とすることを示す文書類」の公開を求めている。
公判の結果無罪が確定。アメリカや法廷、判事に感謝の弁を述べた上で、「ここで起こった事はわが国やキューバの正義にとって好例とすべきである」と述べた。

## ハバナ連続爆破事件との関連
1998年、ニューヨーク・タイムズのインタビューで、前年に発生したハバナ連続爆破事件の際、CANFから資金提供を受けたと主張しているが、CANFは強く否定している。キューバ内相も同事件はCANFが計画、実行したと主張 しているものの、CANF側はやはり否定。しかしながら、幹部数名が1990年代にキューバ攻撃計画を策していたとのCANF元会員による証言がある。また、1997年、CANFがキューバへのテロ攻撃を無条件で支援する声明文を公表、当時のCANF議長は「こうした行為をテロとは思わない」と主張した。その中で、ポサダがハバナ連続爆破事件の首謀者であるとも述べている。それ以外にも、機密解除されたCIA及びFBIの文書は、「クバーナ航空455便爆破事件の『実行犯』の1人」と断言している。

## 家族
アメリカへ赴いた1960年、フロリダ州マイアミの住民と結婚、2人の子供がいる。マイアミに住み、現地の反カストロ抗議集会にも参加していた。

## 死去
2018年5月23日、マイアミの自宅で喉頭癌のため死去した。享年90。